# Mazata
Mazata est une confédération berbère qui appartient à la confédération des Louatas d’après l’historien Ibn Khaldoun, bien que d’autres historiens les rattachent aux Houaras, ou encore aux Zénètes.
Ces membres sont concentrés dans la wilaya de Batna, plus précisément à Barika et à Maghra. Il avait comme royaume le Ksar Bellezma.
D'autres groupes de la tribu habitaient en Tunisie, tels que les Ousseltia.